# Feministická sociální teorie
Feministická sociální teorie je teorie, která sleduje pohlaví ve vztahu k moci, a to jak na úrovni běžné interakce, tak i na odrazu v rámci celé sociální struktury. Zabývá se sexuální orientací, rasou, ekonomickým statusem, národností a genderem. Současná teorie navíc zdůrazňuje koncepty globalizace, postkolonialismu, poststrukturalismu a postmodernismu. Základem feministické sociální teorie je idea systematického útlaku žen a historické dominance mužů ve většině společností.

## Feminismus v klasické sociální teorii
Feministická sociální teorie zpochybňuje ideály, jež rozvíjela klasická sociální teorie, která se snažila pochopit změny vyvolané industrializací, kapitalismem a urbanizací. V klasické sociální teorii byly ženy většinou pojeny s tradicí, tělesností, iracionalitou, soukromou a domácí sférou, tudíž nebyly chápány jako součást moderního světa. Dokazují to následující vybrané myšlenky Webera, Durkheima a Simmela.
Max Weber tvrdí, že pro tradiční způsoby moci je typické patriarchální panství, které považuje za základ mocenských vztahů. Také se domnívá, že moc patriarchy má sociální původ, jelikož je žena závislá na muži kvůli jeho přirozené fyzické a mentální nadřazenosti. Tyto teorie vychází z pojetí, kdy je mužskost spojována s racionalitou a ženskost s iracionalitou, kvůli níž dle Webera ženy nedokážou dosáhnout racionálního životního stylu a jsou postaveny mimo moderní svět.
Émile Durkheim je přesvědčen, že ženská přirozenost vychází z přírody, zatímco ta mužská vychází ze společnosti. Ženy jsou podle něj přirozeně asociální, a tedy spíše součástí přírody než společnosti a jako slabší pohlaví (mentálně i morálně) se nejsou schopny účastnit veřejného života stejně jako muži. Věří, že mentální život ženy není tak vyvinutý a označuje je jako jednoduché bytosti srovnatelné s primitivními společnostmi.
Georg Simmel zastává názor, že vlohy nutné k účasti na sociálním životě si ženy nejsou schopny osvojit. Podle Simmela jsou ženy zakotvené, uzavřené a zahlcené svou tělesností, kdežto muži se nad svou tělesnost povznášejí a odlišují se od sebe společenskostí. Vysvětluje také závislost žen na módě, která je podle něj způsobena jejich slabým sociálním postavením. Ženy totiž poté hledají alespoň určitý stupeň individualizace.

### Feminismus a marxismus
Diskuze o vztahu mezi marxismem a feminismem se objevily v šedesátých a sedmdesátých letech 19. století a zaměřovaly se především na domácí práci a její roli v systému fungujícího kapitalismu. Marxistická teorie zpočátku domácí práce z tohoto systému vylučovala, nicméně feministický náhled na marxistickou teorii přiřadil ženám hodnotu jako domácím dělnicím, tudíž se mohly stát platnou součástí procesu průmyslového kapitalismu.

## Pohlaví a gender
Standardní model pohlaví a genderu se skládá z ideologií založených na pohlaví a genderu každého jednotlivce a slouží jako „norma“ pro sociální život. Tento model tvrdí, že pohlaví člověka je jeho fyzické tělo, s kterým se narodil, přísně se řadící do dichotomie ženského/mužského pohlaví, kladoucí důležitost na genitálie a chromosomy, které dělají organismus samičí nebo samčí. Standardní model definuje gender jako sociální pochopení/ideologii, která určuje, jaké chování, jednání a vzhled jsou vhodné pro muže a ženy žijící ve společnosti.
Současný model pohlaví a genderu opravuje a rozšiřuje obzory ideologií pohlaví a genderu. Mění ideologii pohlaví tak, že individuální pohlaví také označuje za sociální konstrukt, který není limitovaný na muže a ženy. Pohlaví neoznačuje jako biologický/přírodní konstrukt, ale spíše jako konstrukt sociální, jelikož společnost a doktoři rozhodují, co to znamená být muž, žena nebo intersex podle svého úsudku, která kritéria přiřazují jednotlivci určité pohlaví.. Genderová ideologie zůstává sociálním konstruktem, ale není pevná. Gender je lehce ohebný a pořád se mění.

## Homosexualita a heterosexualita
Otázka sexuality a sexuální orientace jsou problémy feministické teorie, která se často zabývá především pohledem heterosexuálních žen a opomíjí náhled žen s homosexuální orientací. Tradiční kultura odkazuje v mnoha aspektech na tzv. „nucenou“ heterosexualitu, která je ve společnosti považována za „normální“ či vhodnou. Kvůli tomu jsou stále na některých pracovních místech homosexuální ženy nuceny hrát roli ženy heterosexuální.

## Intersekcionalita
Intersekcionalita je zkoumání různých způsobů diskriminování lidí z důvodu několika kulturních a sociálních faktorů najednou. Jedná se především o faktory: rasa či etnicita, pohlaví, společenské postavení a sexuální orientace. Teorie intersekcionality může být aplikována na kohokoli. Nejčastěji se s ní setkáváme u žen, typický je například černošský feminismus, kdy jsou ženy utlačovány nejen kvůli pohlaví, ale také z důvodu rasy.